# جاريت بويكن
جاريت بويكن (بالإنجليزية: Jarrett Boykin)‏ هو لاعب كرة قدم أمريكية ولاعب كرة قدم كندية أمريكي، ولد في 4 نوفمبر 1989 في تشاتانوغا في الولايات المتحدة.

## وصلات خارجية
- جاريت بويكن على موقع مرجع كرة القدم المحترفة.كوم (الإنجليزية)